# Konkordiebogen
Konkordiebogen er den mest udbredte samling af lutherske bekendelsesskrifter. Det er den de fleste lutherske kirke tilslutter sig. Den blev udgivet på tryk i 1580 på grundlag af Konkordieformlen fra 1577 samt oldkirkelige og lutherske symboler. Samlingen indeholder derved de vigtigste reformatoriske skrifter med Martin Luther og Philipp Melanchthon som forfattere.
Næsten alle disse skrifter hører også med til den danske kirkes bekendelsesskrifter eller officielle grundbøger. 
Det gælder de fem skrifter, der nævnes i Danske Lov fra 1683 og som er underforstået i præsteløfter, nemlig de tre oldkirkelige trosbekendelser, Luthers Lille Katekismus og Den Augsburgske Bekendelse. 
Det gælder også Apologien, der er det tilhørende forsvarsskrift for Den Augsburgske Bekendelse og som er nævnt i Den Danske Kirkeordinans fra 1537.
Foruden disse seks skrifter indeholder Konkordiebogen også Luthers Store Katekismus, hans Schmalkaldiske Artikler og Traktaten om pavens magt. I alt drejer det sig om ni centrale og vigtige oldkirkelige og reformatoriske skrifter. Endelig er der selve Konkordieformlen, som blev endelig vedtaget i 1577. Den gennemgår og forsøger at bilægge de uenigheder, der var opstået indbyrdes mellem lutheranerne efter Luthers død i 1546.

## Den historiske baggrund for Konkordieformlen
Konkordieformlen er fremkaldt ved de stridigheder mellem lutherske teologer indbyrdes angående enkelte punkter i læren, som begyndte kort efter Luthers død (1546) og fortsattes i et tidsrum af omtrent 30 år.
Forsmag på disse stridigheder møder vi allerede tidligere, men for alvor brød striden dog først løs i anledning af det såkaldte ”Interim”. I 1547 gjorde kejseren, Karl den Femte, alvor af, hvad han allerede ofte havde truet med, at anvende magt mod de protestantiske fyrster for at tvinge dem til at give efter. Han havde et par år forud fået fred med Frankrig og sine andre fjender og beredte sig nu til at slå et afgørende slag i Tyskland. Til det søgte han at sikre sig forbundsfæller også blandt de tyske fyrster, og navnlig vandt han således Hertug Moritz af Sachsen, som ganske vist selv var protestant, men dog af politiske grunde sluttede sig til kejseren. Krigen (”Den Schmalkaldiske Krig”) var snart afgjort. Kurfyrst Johan Fredrik af Sachsen blev taget til fange ved Mühlberg (februar 1547). Kurværdigheden tillige med en del af hans områder blev taget fra ham og givet til Moritz. Ingen af de andre protestantiske fyrster tænkte længere på modstand. Landgreve Filip af Hessen, som ved siden af kurfyrst Johan Fredrik stod i spidsen for protestanternes forbund, underkastede sig uden kamp og overgav sig til kejserens nåde. 
Det var nu kejserens tanke at tvinge protestanterne til at give møde ved den kirkeforsamling, som paven i slutningen af 1545 havde åbnet i Trient. Men paven, som havde andre planer med kirkeforsamlingen, end kejseren, frygtede for, at han skulle benytte den overmagt, han havde vundet, til at give dens forhandlinger en anden vending. Der kunne blive tale om at give protestanterne indrømmelser for at forliges med dem og om at indskrænke pavens magt. Paven skyndte sig derfor med under forskellige påskud at flytte kirkeforsamlingen fra Trient til Bologna, hvor han kort efter opløste den indtil videre. Der kunne således ikke længere blive tale om, at protestanterne skulle give møde i kirkeforsamlingen. 

### Det Augsburgske Interim 1548
Derimod foreskrev kejseren under rigsdagen i Augsburg 1548 en ny kirkeorden, som skulle gælde midlertidig (”Interim”), indtil en kirkeforsamling endelig afgjorde hele religionsstriden. Denne kirkeorden, ”Det Augsburgske Interim”, var imidlertid af et sådant indhold, at protestanterne ikke kunne vedtage den uden ligefrem at fornægte den evangeliske sandhed. Interimet mødte derfor også en stærk modstand, hvor meget kejseren end anvendte både magt og overtalelser for at få det indført. Kurfyrst Moritz befandt sig i en vanskelig stilling. På den ene side dristede han sig ikke til at påbyde Interimet i sit område og allermindst i de landsdele, han nylig havde erhvervet ved den schmalkaldiske krig. De var jo reformationens vugge. På den anden side vovede han heller ikke at bryde med kejseren. Han greb derfor til den udvej, at lade Interimet omarbejde i en anden form, som kunne gøre det muligt at vedtage det uden ligefrem at fornægte sandheden. Til det formål henvendte han sig til sit lands teologer og først og fremmest til Melanchthon. 

### Leipziger-Interimet
Melanchthon, som nu ikke længere havde sin tidligere støtte i Luthers fasthed og frejdighed, var villig til at gå ind på kurfyrstens plan. Han mente kun på denne måde at kunne afvende en anden, ulige større fare og redde, i al fald hvad han anså for det væsentlige. Således kom da ”Leipziger-Interimet” i stand. Det optog igen de fleste romerske kirkeskikke, som man tidligere havde afskaffet, idet man ville have de ydre kirkeskikke betragtet som noget ligegyldigt (”mellemting”). 
I læren søgte det ganske vist at holde fast ved de evangeliske sandheder, men fremsatte dem dog til dels i mildere og mere ubestemte udtryk, som ikke lod modsætningen mod de papistiske vildfarelser træde frem i sin fulde skarphed, men kunne tydes på noget forskellig vis. Dette Leipziske-Interim mødte den samme modstand, som tidligere Det Augsburgske Interim, og uviljen mod det var til dels endog større, fordi det her var fyrsten over reformationens moderland og teologer ved reformationens moderuniversitet, som havde ”bøjet knæ”. 

### Religionsfreden i Augsburg 1555
Mange teologer og præster, som modsatte sig Interimet, blev afsat og forfulgt. De tog for det meste deres tilflugt til den fri rigsstad Magdeburg, som således blev et samlingssted for Interimets modstandere. Herfra udsendte de en mængde stridsskrifter mod Interimet og mod de teologer, som havde haft med dette at gøre (”de interimistiske stridigheder”). Interimet stod dog ikke længe ved magt. Inden få år brød kurfyrst Moritz med kejseren, overrumplede ham i Innsbruck og tvang ham til at indgå et forlig i Passau (1552), som senere blev stadfæstet ved religionsfreden i Augsburg 1555. Ved denne fik protestanterne, det vil sige, de protestantiske rigsstænder, religionsfrihed og samme rettigheder som de romersk-katolske. 
Ved forliget i Passau faldt Interimet bort af sig selv, men dermed endte de stridigheder ikke, som det havde vakt. Striden havde efterladt en ophidset stemning og næret mistanken mod Melanchthon og hans disciple. Dem kaldte man efter ham (”Philip / Filip”) for philippisterne. Man mente ikke, at de tog det alvorligt og strengt nok med lærens renhed, som den lutherske reformation dog fra først af havde lagt den største vægt. 

### Det nye universitet i Jena
Striden blev endnu heftigere, da den afsatte kurfyrste, Johan Fredrik som nu var blevet løsladt af sit fangenskab, for de områder, han beholdt, oprettede et nyt universitet i Jena, hvis teologiske lærestole han besatte med mænd som havde hørt til Interimets heftigste modstandere. Universitetet i Jena lå i en stadig kamp med de kursachsiske teologer ved universiteterne i Wittenberg og Leipzig, der betragtedes som philippismens hovedsæder. De Interimistiske stridigheder blev således indgangen til en række nye stridigheder. Mens de selv hovedsagelig drejede sig om kirkeskikkene, hvorvidt disse var mellemting, drog man under de fortsatte stridigheder de punkter i læren frem, i hvilke man fandt, at philippisterne eller enkelte af dem fornægtede eller i det mindste afsvækkede den fulde evangeliske sandhed. 

## De forskellige stridigheder
- Menneskets natur og synden

Herhen hører for det første spørgsmålet om gode gerningers nødvendighed til frelse (artikel 4). Den strid, som førtes herom, kaldes den majoristiske efter Georg Major, professor i Wittenberg.
- Guds vilje og menneskets vilje

Desuden var der spørgsmål om den frie vilje efter faldet og navnlig om dens forhold til nåden, eller om det faldne menneske har evner til i nogen måde at medvirke ved frelsens modtagelse (artikel 2). Det spørgsmål førte da igen tilbage til læren om arvesynden (Art. 1). Den strid, som drejede sig om disse to sidste spørgsmål, kaldes den synergistiske (synergisme = medvirken). 
- Symbolsk eller konkret nadversyn

Endelig kom også nadverlæren på tale. Allerede Luther selv havde måttet forsvare sin nadverlære mod forskellige angreb og navnlig mod schweizer-reformationens ældste ledere, Zwingli og hans medarbejdere. Derfor havde de zwinglianske lærere også straks i begyndelsen, så snart bekendelsen i Augsburg i 1530 var blevet opstillet og overleveret kejseren, fuldstændig distanceret sig fra den og overleveret deres egen bekendelse. Men senere var Calvin optrådt som reformator i Genf, og ved ham blev schweizer-reformationen bragt i en ny, noget ændret retning. 
Calvin gav også af nadverlæren en fremstilling, som til dels afveg fra Zwinglis og syntes mere at nærme sig den lutherske. Denne calvinske nadverlære fandt bifald hos flere af de philippistiske teologer, der bestræbte sig på i deres ord at nærme sig så meget som muligt til Den Augsburgske Bekendelses og dens udtryksmåde, men dog forstod Kristi legemes nærværelse ikke om noget her på jorden, men kun med hensyn til troen. Det vil sige, at vor tro, påmindet og vakt ved de synlige tegn ligesom ved det prædikede Guds ord, hæver sig og stiger op over alle himle og modtager og nyder Kristi i Himlen nærværende legeme. Ja, troen griber Kristus selv med alle hans velgerninger, virkelig og væsentlig, men dog kun åndeligt.
Philippisterne pådrog sig altså beskyldning for at hylde en calvinistisk nadverlære og overhovedet at hælde til calvinismen. Især kom dette til syne i Kursachsen, hvor philippisternes ledere efter Melanchthons død (1560) benyttede den indflydelse, de havde hos Kurfyrst August, til at lade udarbejde og indføre nye katekismer og andre skrifter. Heri blev en calvinistisk nadverlære og andre af philippisternes meninger lært under skin af at være den ægte lutherdom. Det blev derfor kaldt ”krypto-calvinisme” (dvs. hemmelig eller skjult calvinisme). Kurfyrsten lod sig også en tid føre bag lyset, men fik dog til sidst øjnene op og gik nu frem med stor strenghed mod philippisterne, som dels blev fængslet, dels forvist. 
De krypto-calvinistiske stridigheder, handler altså først og fremmest om Kristi hellige nadver (art. 7). Men da det var en stadig indvending fra modstanderne af den lutherske nadverlære, at hvis Kristi legeme på én gang skulle være til stede i himlen og på jorden i den hellige nadver, så kunne det ikke være noget rigtigt, sandt menneskeligt legeme, blev striden ført videre ind på læren om Kristi person, om de to naturer i Kristus og deres egenskaber (art. 8).
- Lovens plads i forkyndelsen og i kristenlivet

De her nævnte stridigheder plejer man i almindelighed under ét at kalde de philippistiske stridigheder. Men de var ikke de eneste, som førtes i det angivne tidsrum. Allerede i Luthers levetid havde Johan Agricola, præst i Eisleben, i misforstået iver for den evangeliske lære, at mennesket retfærdiggøres ved troen alene uden lovens gerninger, fremsat den påstand, at loven ikke har nogen betydning for den troende, og at loven derfor heller ikke skal prædikes, men evangeliet alene. Luther imødegik selv Agricola, som også tilbagekaldte. Men senere, under den majoristiske strid, kom lignende vildfarelser igen frem, og denne ”antinomisme” (dvs. bestridelse af loven plads og betydning) gjorde, at forholdet mellem lov og evangelium og ”lovens tredje brug” blev behandlet (art. 5 og 6). 
- Retfærdiggørelseslæren

Angående artiklen om retfærdiggørelsen havde allerede Interimet ved sin fremstilling vakt flere spørgsmål. Især var det dog Andreas Osiander, professor i Königsberg, som rejste striden om dette punkt, idet han sammenblandede retfærdiggørelsen med Guds iboen i den troende. Han satte nemlig retfærdiggørelsen deri, at Kristus tager bolig i den troendes hjerte med ”sin væsentlige retfærdighed”, det vil sige, med sin guddom. Hans vildfarelse bliver derfor også udtrykt ved, at han lærte, at ”Kristus alene efter sin guddom er vor retfærdighed, når han ved troen bor i os” (Art. 3). Også med hensyn til artiklen om Kristi nedfart til Helvede blev der rejst enkelte spørgsmål, uden at disse dog gav anledning til nogen sådan strid, som de andre, der er nævnt.

## Ønsker om forlig
Dette er da de stridigheder, som var den historiske anledning til Konkordieformlens affattelse. Det er dem, den selv sigter til, når den i fortalen taler om de ”tunge og fordærvelige splittelser i de rene evangeliske kirker”, som er opstået ved, ”at nogle teologer er afveget fra enkelte vigtige og betydningsfulde artikler i Den Augsburgske Bekendelse og enten ikke have fundet deres rette mening eller ikke er blevet stående ved den. Til dels også har understået sig i at lægge en fremmed mening ind i dem, og dog, trods alt dette, vil tilhøre Den Augsburgske Bekendelse, støtte sig til den og rose sig af den”. Kampen var langvarig. Den førtes fra begge sider med lidenskabelighed, og fra begge sider forvildede man sig til dels i ensidige og falske påstande. Disse grove vildfarelser og alvorlige stridigheder løb ikke af uden stor forargelse både fra de vantros og de svagttroende side. 
Man måtte ønske at se disse stridigheder, af hvilke den ene afløste den anden, bilagt. Det manglede heller ikke på forsøg i den retning. Fyrsterne søgte at tage sagen i deres hånd og indledte forligsforhandlinger; men de nåede ikke det mål, de tilsigtede. 
Imidlertid blev sagen grebet an fra en anden kant, af en del af tidens mest ansete lutherske teologer, som havde stået mere uden for den heftige kamp. De havde øje både for de ensidigheder og vildfarelser, der fandtes hos de stridende på begge sider, som for den forargelse og den splittelse af kirkens kræfter, som den uafbrudte stridstilstand førte med sig. De var langt fra at betragte den strid, som førtes, som ”blot misforståelser og ordstrid”. De erkendte, at det var ”vigtige og høje ting”, som der blev kæmpet om. Men derfor erkendte de også ”nødvendigheden af, at de omstridte artikler af Guds ord og anerkendte skrifter blev forklaret sådan, at enhver, som har kristen forstand, kan forstå, hvilken mening, der i disse stridigheder stemmer med Guds ord og den kristne Augsburgske Bekendelse, og hvilken ikke”. De ville altså, at der skulle opstilles en ny kirkelig bekendelse, hvor de omstridte læreartikler afgjordes, således som de måtte afgøres efter Guds ord i overensstemmelse med Den Augsburgske Bekendelse.

## Udarbejdelsen af Konkordieformlen
Jakob Andreae, professor og kansler ved universitetet i Tübingen, arbejdede i en række år med utrættelig iver for denne plan. Han rejste til det formål om i de lutherske områder og satte sig i forbindelse med de lutherske fyrster og teologer. Navnlig henvendte han sig til Martin Chemnitz i Braunschweig og David Chyträus i Rostock, som også billigede hans plan. På gentagne møder mellem nedersachsiske og würtembergske teologer blev udkastet til en forligsformel atter og atter gennemgået. Da så krypto-calvinisternes færd i Kursachsen blev afsløret, tog Kurfyrst August sig med iver af Andreas plan og støttede den ved sin indflydelse. 
Ved et møde i Torgau blev ”Den Torgauske Bog” udarbejdet på grundlag af de tidligere udkast. Den gennemgik og afgjorde de omstridte læresætninger i 12 artikler. Dette skrift sendte kurfyrsten så rundt til de øvrige lutherske fyrster og stænder med den anmodning, at de ville lade det omhyggelig prøves og sende ham deres bemærkninger og betænkninger, for at værket kunne blive underkastet en grundig og alsidig drøftelse. 
På baggrund af de indkomne betænkninger blev Torgauerbogen så endnu engang gennemgået på et møde i Berge (ved Magdeburg), hvor Andrea, Chemnitz og Selnecker (fra Leipzig) var de egentlige hovedarbejdere, og til hvilket senere også Chyträus samt Andreas Musculus og Christoph Cornerus (fra Brandenburg) tilkaldtes. Således kom ”Konkordieformlen” endelig i stand 1577. 
Den blev for første gang offentlig udgivet sammen med de øvrige lutherske bekendelsesskrifter den 25. juni 1580, 50-årsdagen for Den Augsburgske Bekendelses overlevering.

## Konkordieformlens opbygning
Konkordieformlen falder i to hoveddele. Den første del er en kort gennemgang af de artikler, man er uenige om. Den anden del er en udførlig og grundig gennemgang af de samme artikler. I fortalen gør man i korthed rede for de forhold, som har gjort en ny bekendelse, det vil sige, en ”gentagelse og forklaring” af Den Augsburgske Bekendelse, nødvendig. 
Indledningen handler ”om det korte begreb, den regel og rettesnor, hvorefter al lære skal bedømmes og opståede uenigheder skal afgøres og opklares”. Den handler altså om Det Gamle Testamentes og Det Nye Testamentes profetiske og apostoliske skrifter som ”den eneste regel og rettesnor, hvorefter alle lærdomme og lærere skal bedømmes.” Kirkens bekendelsesskrifter er i den forbindelse at betragte som ”et kort begreb” af den rene kristne lære. 
Enhver af de to hoveddele består af 12 artikler. De falder ved hver artikel sammen med hensyn til indhold, men adskiller sig med hensyn til form og udførelse. 
”Kort Forklaring” fremstiller den rette tro og bekendelse i modsætning til de indsnegne vildfarelser. Som navnet antyder, sker det i korte sætninger, hvor først hovedspørgsmålet i striden skildres. Dernæst bekendes den rene lære. Og til sidst forkastes og fordømmes den modsatte falske lære.
Den anden hoveddel, ”Udførlig redegørelse”, har ikke denne tredeling, men giver efter at have angivet stridsspørgsmålet sin forklaring af de omstridte artikler i en fortløbende og udførlig udvikling med beviser fra Den Hellige Skrift, bekendelsesskrifterne, kirkefædrene, Luther osv. 

## Konkordieformlens tekst
Konkordieformlen er oprindelig skrevet på tysk. Den blev oversat til latin af Lukas Osiander, hvis oversættelse blev optaget i udgaven af 1580. Denne oversættelse blev på ny gennemset og rettet under Chemnitz’ ledelse. I denne gennemsete og rettede form blev den optaget i udgaven af 1584 og anses fra den tid som den kirkeligt vedtagne latinske tekst.

## Konkordieformlens vedtagelse
Konkordieformlen blev ikke vedtaget inden for hele den lutherske kirke som retsgyldigt symbol, men dog i den største del af kirken. Den blev direkte underskrevet af mere end 2/3 af alle lutherske fyrster, byråd (menighedsråd), teologer og kirkelærere. I den trykte førsteudgave er der anført mere end 8000 personer.
Når man på andre steder vægrede sig ved at vedtage den, var grunden kun for en del den, at man ikke var enig i dens lære og bekendelse. Dette var naturligvis tilfældet, hvor den philippistiske retning endnu var den rådende, eller hvor de styrende åbenbart hældte til calvinismen. Flere af dem, som vægrede sig ved at underskrive, gjorde dette med den udtrykkelige erklæring, at de i alt væsentligt samstemmede med den i dens lære, grundene til vægringen var for en stor del af en mere ydre art. 
Man var overhovedet imod at opstille nogen ny bekendelse, da man anså den for overflødig og til dels endog for farlig, idet man – hvad der især gælder de lande, som var blevet mindre berørte af de forudgående stridigheder – frygtede for, at den nye bekendelse, hvis den blev indført, ved sine udførligere og nærmere bestemmelser netop skulle vække den strid, som man hidtil var blevet skånet for. 

### Danmark-Norge
Blandt de landskirker, hvor Konkordieformlen ikke blev vedtaget som bekendelse, var den dansk-norske. Kong Frederik den Anden havde allerede, da hans svoger Kurfyrst August sendte ham Torgauerbogen til betænkning, bestemt vægret sig ved at forelægge den for sine teologer, da han mente, at man havde nok i de bekendelser, som man allerede havde. 
Han frygtede for, at der skulle blive splid mellem teologerne, hvis han fulgte kurfyrstens opfordring, og den fred og enighed således blev forstyrret, som han roste sig af ved Guds nåde og hjælp hidtil at have opretholdt inden for sine lande. 
Da Konkordiebogen var udkommet, forbød han under streng straf at indføre og at bruge den i kongens lande, ”fordi der i denne bog skal findes lærdom, som er os og vore kirker fremmed og ukendt, at derover den enighed, som til Guds lov disse riger har været holdet i, kunne forstyrres”. Det fortælles endog, at han skal have kastet det pragteksemplar af bogen, som var sendt ham fra Sachsen, i ilden. Måske er det blot en skrøne. Hvad man derimod véd med sikkerhed er, at hans dronning, Sophie, faktisk ejede Konkordiebogen i et pragteksemplar, som kan ses på Det kongelige Bibliotek (og på deres hjemmeside: her). Heri har dronningen ovenikøbet selv skrevet, at hun har fået bogen læst højt af sin kammertjener fra ende til anden.

## Konkordiebogens skrifter
- 1. De tre oldkirkelige Trosbekendelser
  - a Den Apostolske Trosbekendelse
  - b Den Nicænske Trosbekendelse
  - c Den Athanasianske Trosbekendelse
- 2. Den Augsburgske Bekendelse
- 3. Den Augsburgske Apologi
- 4. De Schmalkaldiske Artikler
- 5. Traktaten om pavens magt
- 6. Den Lille Katekismus
- 7. Den Store Katekismus
- 8. Konkordieformlen